# In Between Dreams
In Between Dreams es el tercer álbum del compositor y cantante Hawaiano Jack Johnson. Fue lanzado en el 2005 por la discográfica Brushfire Records y en él participan el propio Johnson interpretando las canciones y tocando la guitarra y Adam Topol (percusión) y Merlo Podlewski (bajo) colaboradores habituales del cantante.
A mediados del 2006 el álbum ya había vendido 2,1 millones de copias en los Estados Unidos.

## Lista de canciones
1. "Better Together" – 3:27
2. "Never Know" – 3:32
3. "Banana Pancakes" – 3:12
4. "Good People" – 3:28
5. "No Other Way" – 3:09
6. "Sitting, Waiting, Wishing" – 3:03
7. "Staple It Together" – 3:16
8. "Situations" – 1:17
9. "Crying Shame" – 3:06
10. "If I Could" – 2:25
11. "Breakdown" – 3:32
12. "Belle" – 1:43
13. "Do You Remember" – 2:24
14. "Constellations" – 3:21
15. "Mudfootball - Live (UK Bonus Track)" – 4:24

## Posición en las listas
| Año  | Lista                   | Posición más alta |
| ---- | ----------------------- | ----------------- |
| 2005 | European Top 100 Albums |                   |
| 2005 | European Top 100 Albums |                   |
| 2005 | U.S. Billboard 200      | 2                 |
| 2005 | Top Canadian Albums     | 3                 |
| 2005 | Top Internet Albums     | 2                 |
| 2006 | U.S. Billboard 200      | 2                 |
| 2006 | Top Internet Albums     | 64                |